# Wilhelm Theodor Streuber

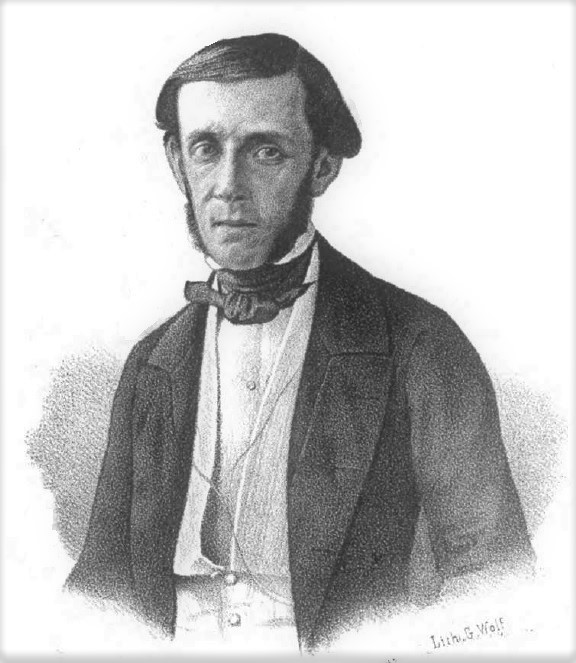
Wilhelm Theodor Streuber

Wilhelm Theodor Streuber (* 31. März 1816 in Burgdorf; † 5. Oktober 1857 ebenda) war ein Schweizer Theologe, Klassischer Philologe, Journalist und Autor.

## Leben
Wilhelm Theodor Streuber, Sohn eines Apothekers, studierte 1835–1839 Klassische Philologie und Theologie in Basel. 1839 wurde er promoviert und ordiniert. 1839–1841 folgten weitere Studien an den Universitäten Heidelberg, Bonn und insbesondere Berlin. Ab 1841 wirkte er als Privatdozent und ab 1851 als ausserordentlicher Professor für Klassische Philologie an der Universität Basel. Daneben war er schriftstellerisch und journalistisch tätig. 1847–1856 war er Redaktor der konservativen „Basler Zeitung“. 1850 begründete der das „Basler Taschenbuch“, das er bis 1857 herausgab.
Streuber publizierte zahlreiche Schriften, die teilweise für Fachkollegen, teilweise für ein breiteres Publikum bestimmt waren. Darunter fallen philologisch-antiquarische Abhandlungen zur Antike und Arbeiten zur Schweizer Geschichte mit Schwerpunkt Basel.

## Schriften (Auswahl)
- De Q. Horatii Flacci ad Pisones epistola, Basel 1839 (Dissertation). Internet Archive
- Ueber die Chronologie der Horazischen Dichtungen, Basel 1843.
- Die Stadt Basel, historisch-topographisch beschrieben, Basel 1854. Internet Archive
- Der Zinsfuss bei den Römern, Basel, 1857. Internet Archive